# هیگاشی‌یاماتو، توکیو

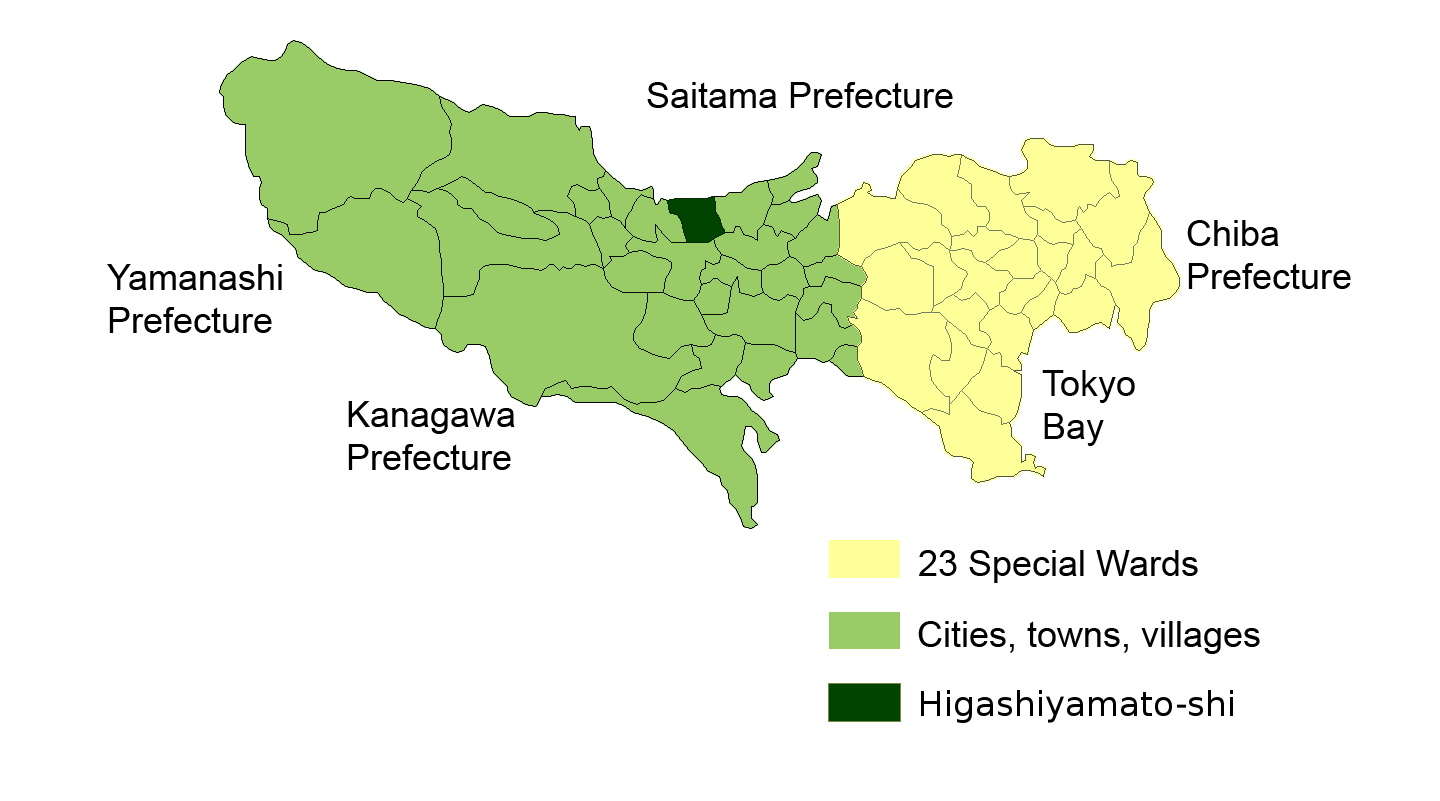
نقشهٔ هیگاشی‌یاماتو واقع در ناحیهٔ تامای توکیو

هیگاشی‌یاماتو (به ژاپنی: 東大和市 Higashiyamato) به یکی از بخش‌های منطقه تامای Tokyo، پایتخت Japan گفته می‌شود. مساحت آن ۱۳٬۵۴ کیلومتر مربع است.